# Junonia rhadama
Junonia rhadama är en fjärilsart som beskrevs av Jean Baptiste Boisduval 1833. Junonia rhadama ingår i släktet Junonia och familjen praktfjärilar. Inga underarter finns listade i Catalogue of Life.

## Bildgalleri

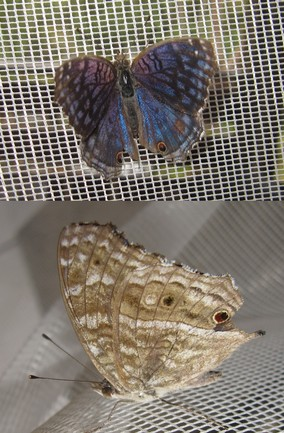